# Kickapoo (Wisconsin)
Kickapoo – miasto w Stanach Zjednoczonych, w stanie Wisconsin, w hrabstwie Vernon.